# 立ち上がれ! ペット団 〜ロボシティを救え〜
『立ち上がれ! ペット団 ～ロボシティを救え～』（原題: Pets United）は2019年に公開された中国のアニメーション映画である。監督はラインハルト・クロスが務めた。日本では、劇場未公開だが、2020年9月11日にNetflixで発売された。

## ストーリー
未来の都市であるロボシティィを救えで反乱ロボットが権力を掌握するとき、人々はすぐに都市を去らなければならない。優雅な猫のベラが実権を握っていて、贅沢なペットに慣れている甘やかされた人々のグループは、飼い主なしではうまく生きることができません。野良犬ロジャーは違います。彼は雲の中にいます。彼は自分のポケットであるかのように通りを知っていて、人々の監督なしで、彼は簡単においしいスナックを手に入れ、それらを機械警官のフィールドに連れて行くことができます。しかし、ロボットがますます支配的になり、都市全体を破壊しようと計画しているため、すぐに、彼さえも人を見逃し始めます。ロジャー、彼の友人ボブ、鳩の心臓を持つロボット、そしてベラと彼女の干渉する仲間は、彼らの家、都市そしておそらく全世界のために、そして同時に彼らの最愛の保護者のために闘争に参加しなければなりません。

## キャスト
※括弧内は日本語吹替
- ロジャー - パトリック・ロシュ（土田大）
- ベル - ナタリー・ドーマー（進藤尚美）
- ボブ - フェリックス・アウア（宮本崇弘）
- ロナルド - ジェフ・バーレル（藤高智大）
- ウォルター - ハーヴィー・フリードマン（露崎亘）
- ソフィー - マーティー・サンダー（内海安希子）
- 保安官ビル - イアン・オードル（木内太郎）
- ビーザー - ブライアン・ラーキン（稲葉実）
- 市長／サイボーグ／フランク・ストーン - エディ・マーサン（菊池正美）